# 布雷邦
布雷邦（法語：Bréban，法語發音：[bʁebɑ̃]）是法国马恩省的一个市镇，位于该省南部偏东，属于维特里勒弗朗索瓦区。

## 地理
布雷邦（48°34'44"N, 4°24'16"E）面积10.57 平方千米，位于法国大東部大區马恩省，该省份为法国东北部内陆省份，北起阿登省，西北接埃纳省，西南接塞纳-马恩省，南至奥布省，东南接上马恩省，东临默兹省。
与布雷邦接壤的市镇（或旧市镇、城区）包括：当皮埃尔、科尔贝伊、圣旺-栋普罗。

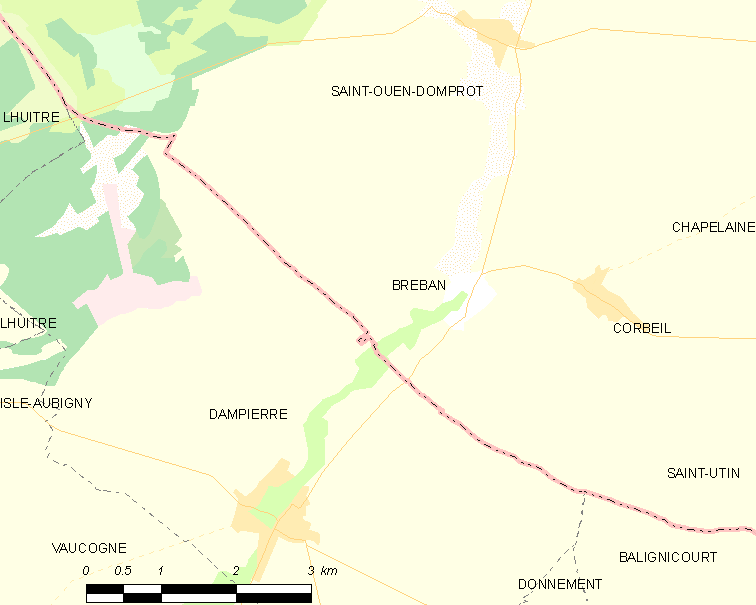
布雷邦的OSM定位图

布雷邦的时区为UTC+01:00、UTC+02:00（夏令时）。

## 行政
布雷邦的邮政编码为51320，INSEE市镇编码为51084。

## 政治
布雷邦所属的省级选区为维特里勒弗朗索瓦-香槟-代尔县。

## 人口

1962-2008年间布雷邦人口变化图示

布雷邦于2022年1月1日时的人口数量为84人。